# Seema Malaka
Seema Malaka (tiếng Sinhala: සීමා මාලකය) là ngôi chùa Phật giáo, nơi tu hành cho các Phật tử Tỉ-khâu và Tỉ-khâu-ni, và một cơ sở đào tạo nghề ở Colombo, Sri Lanka. Ngôi chùa này được sử dụng chủ yếu cho việc thiền định và tịnh tâm, chứ không phải là để tôn thờ. Nằm ở hồ Beira, chùa ban đầu được xây dựng vào cuối thế kỷ 19. Seema Malaka là một phần của chùa Gangaramaya và nằm vài trăm mét phía đông của nó.

## Lịch sử
Seema Malaka ban đầu được xây dựng vào cuối thế kỷ thứ 19. Công trình ban đầu từ từ chìm vào trong nước trong năm 1970. Năm 1979, kiến trúc sư Sri Lanka Geoffrey Bawa đã được đưa vào thiết kế lại và xây dựng chùa như hiện nay. Công tác tái xây dựng được tài trợ bởi một doanh nhân Sri Lanka Hồi giáo, SH Moosajee, và vợ của ông, tưởng nhớ con trai của họ Ameer S. Moosajee.

## Xây dựng
Seema Malaka đã được thiết kế lại bởi Geoffrey Bawa vào năm 1979 theo cấu trúc ban đầu từ từ chìm; đền là ở giữa hồ Beira và thiết kế được lấy cảm hứng từ các tu viện cổ xưa trong các khu rừng của Anuradhapura và Ritigala.
Ngôi chùa được xây dựng trên ba chân cọc trên mặt nước, được nối với đất liền và với nhau bằng cầu phao. Mái nhà chính của ngôi chùa được lợp gạch màu xanh và ngôi chùa được làm từ cọc và tay vịn chọn lọc bằng gỗ hoàn thiện. Kiến trúc của toà nhà giống như thời đại Kandya. Tất cả ba trụ có nhiều pho tượng Phật ngồi hiển thị mudras khác nhau. Những ngôi nhà nền tảng (trung ương) chính bằng gỗ nơi trú ẩn ốp cho thiền định. Trên một trong những nền tảng bên là cây bồ đề được phát triển từ một chi nhánh của cây Jaya Sri Maha Bodhi ở Anuradhapura. Bốn góc của nền tảng bên có ngôi đền nhỏ dành riêng cho một số vị thần Hindu như Shiva, Vishnu và Ganesha.

## Hình ảnh

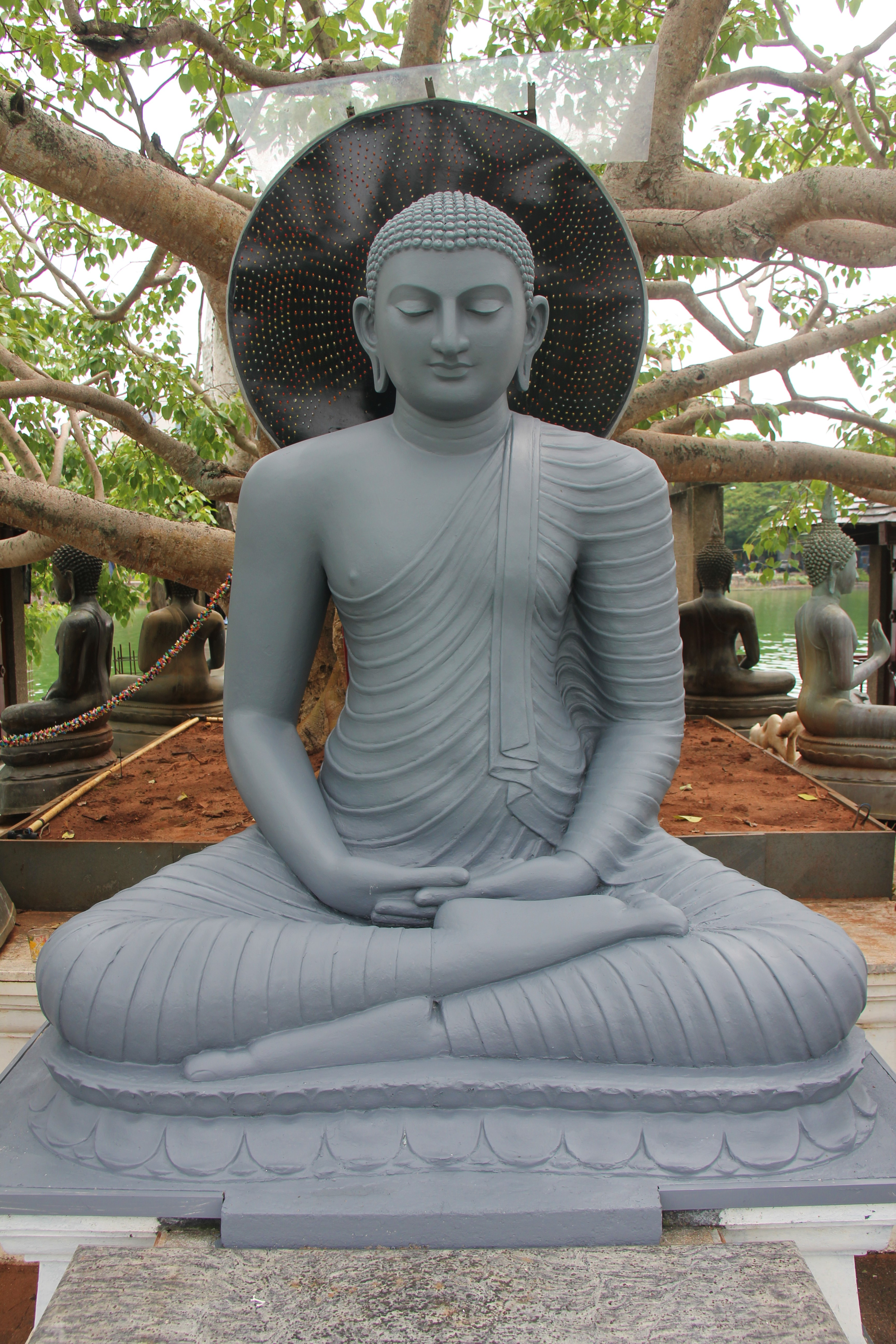
Tượng Phật tổ dưới cây bồ đề
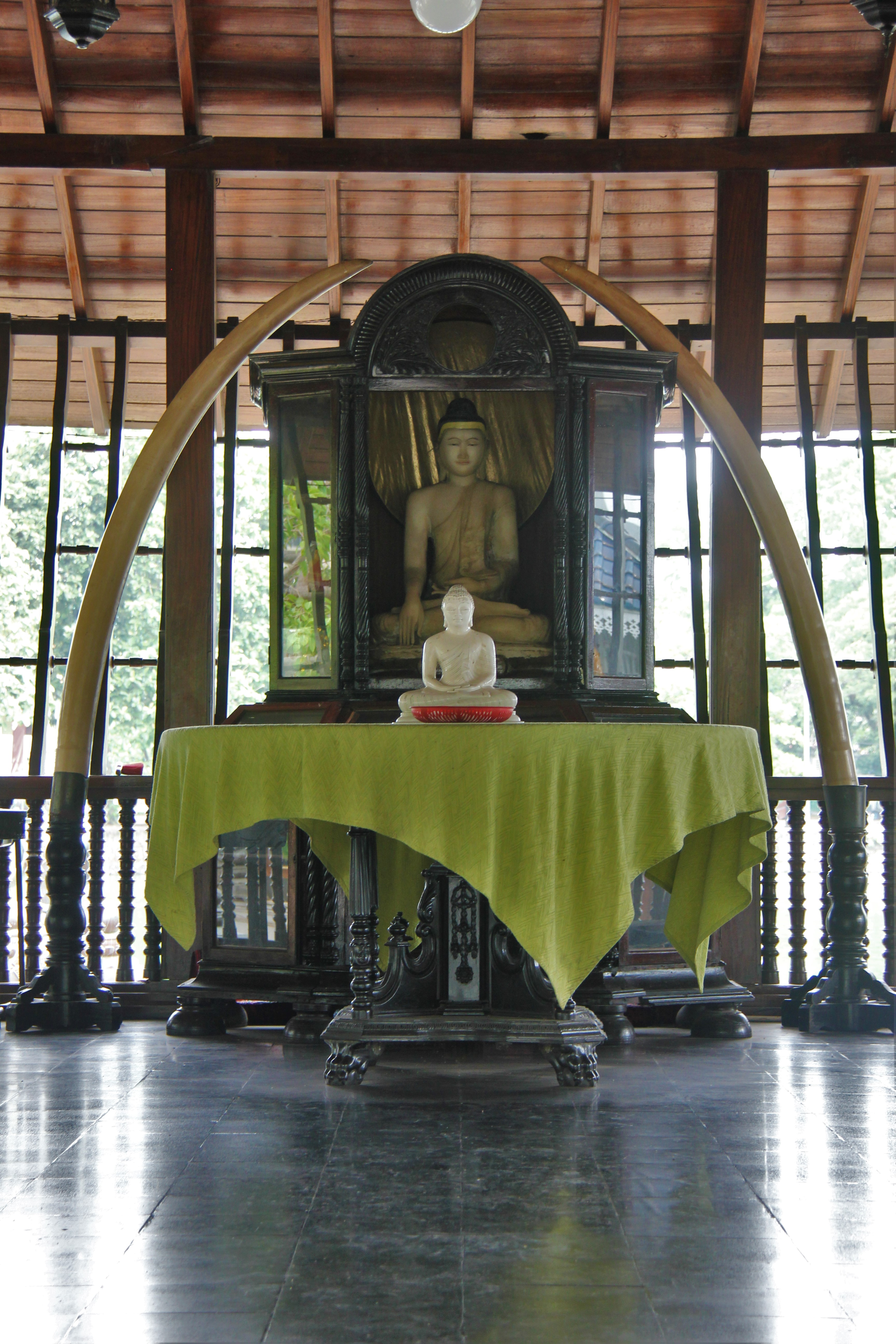
Sảnh chính
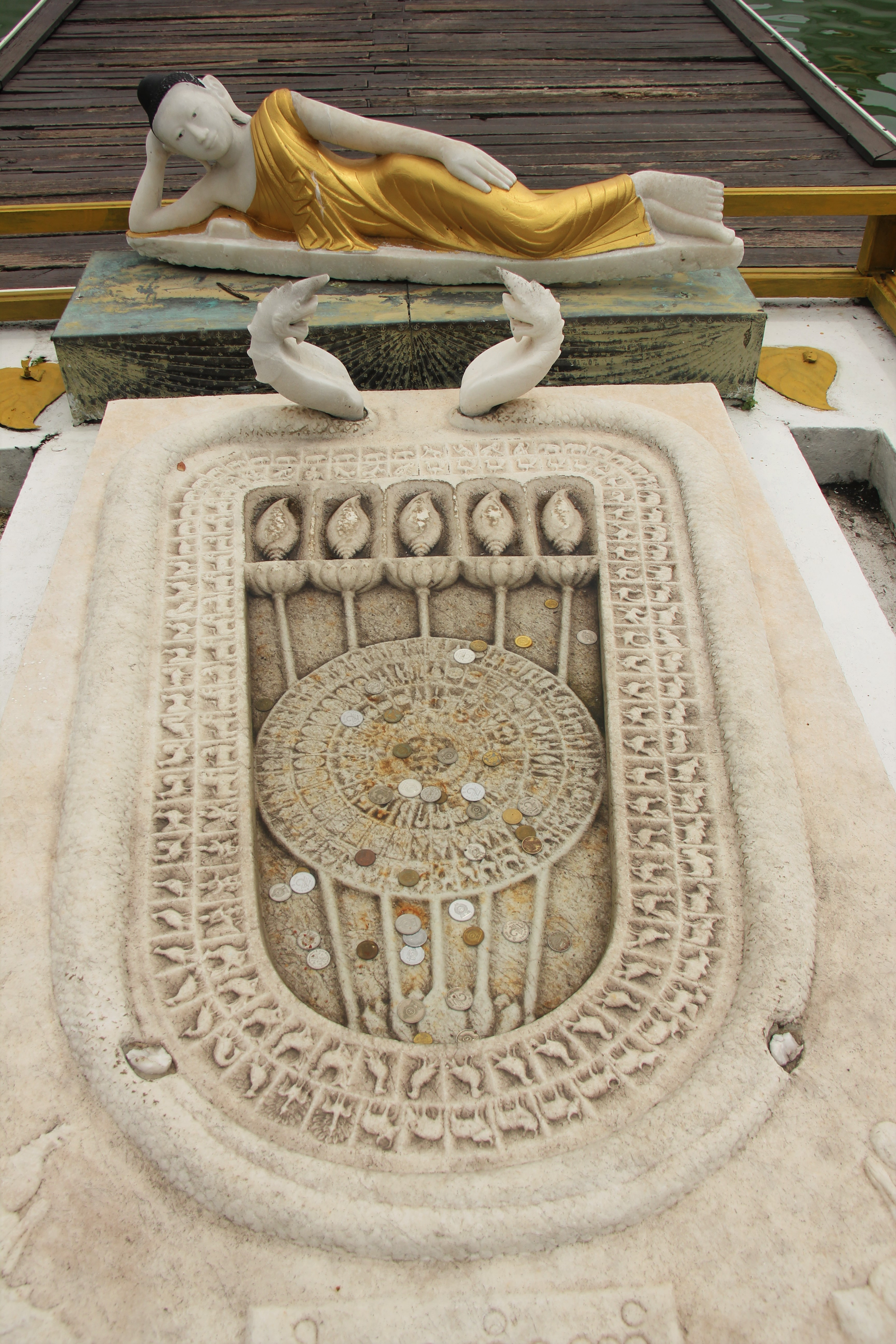
Dấu chân Phật tại cổng vào
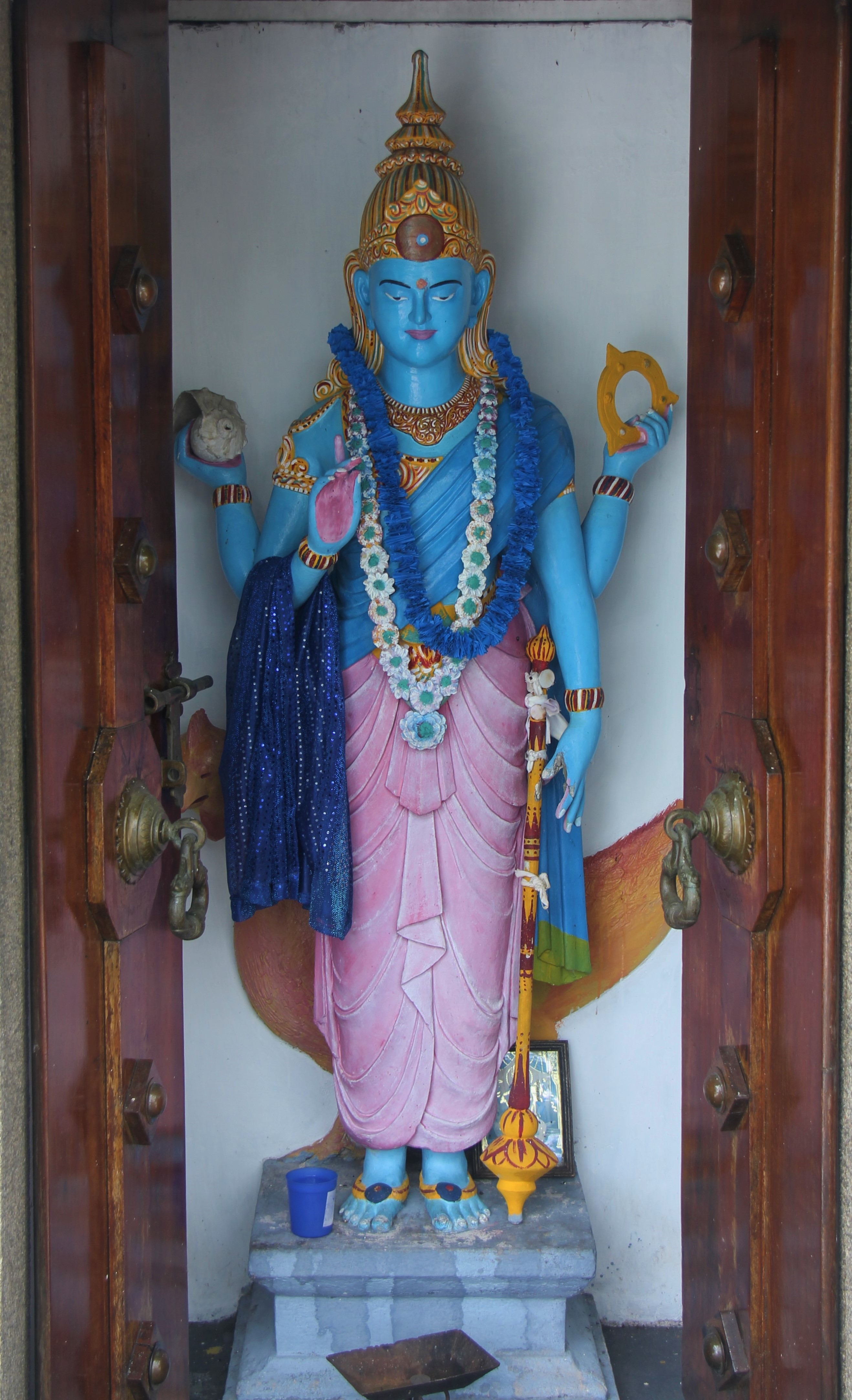
Vishnu ở đền
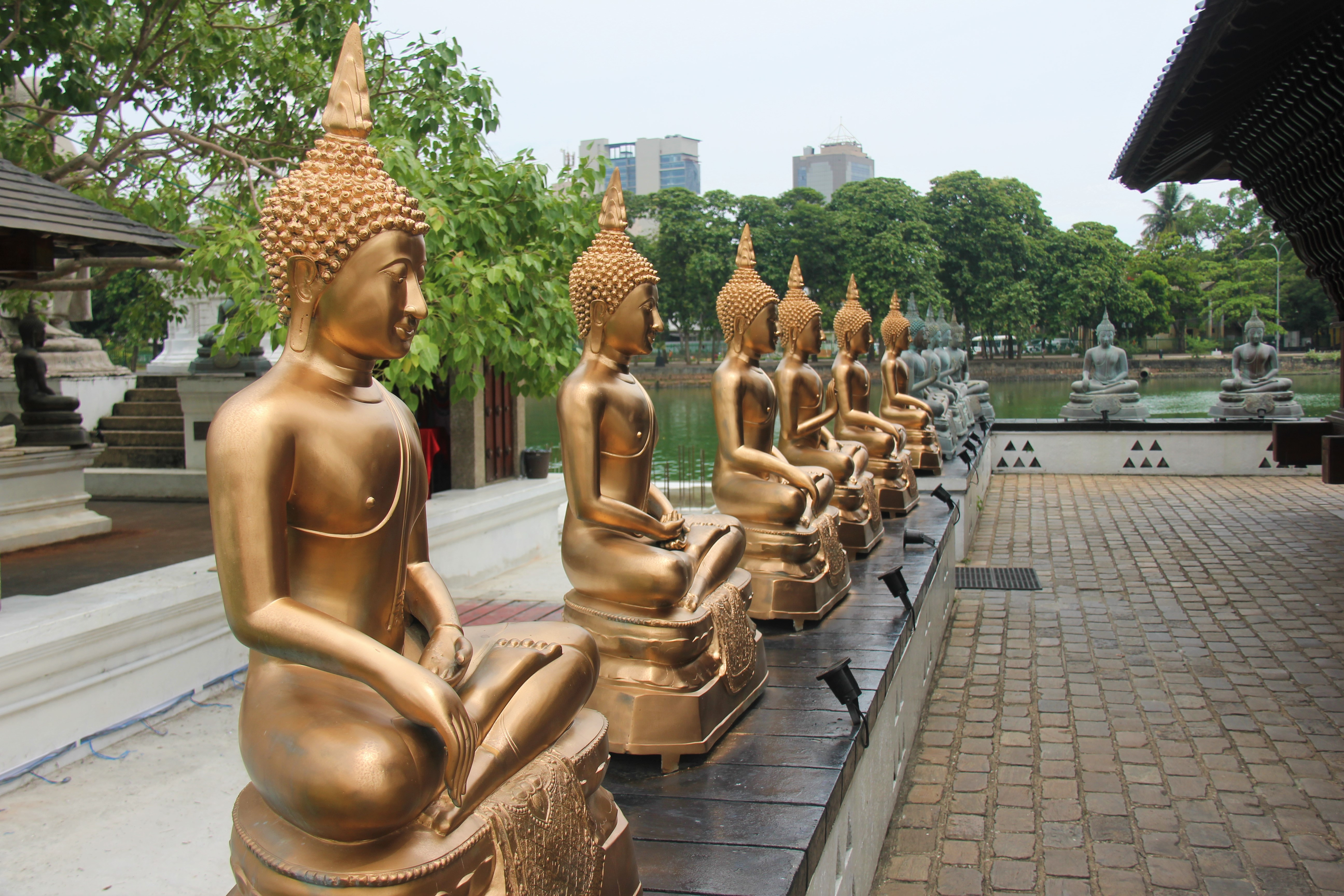
Tượng Phật tổ ở các Mudra khác nhau ở phía nam đền
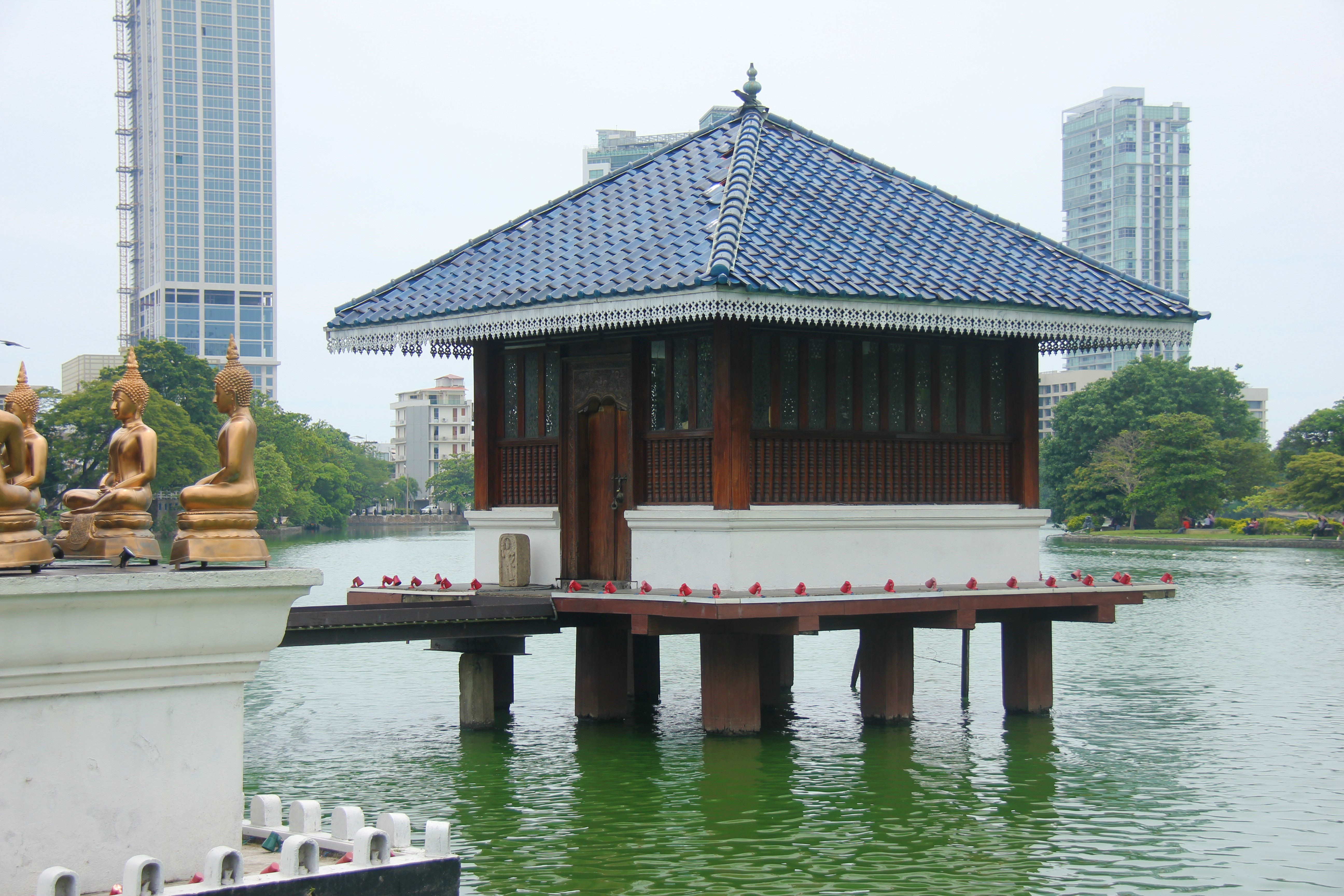
Phía bắc đền
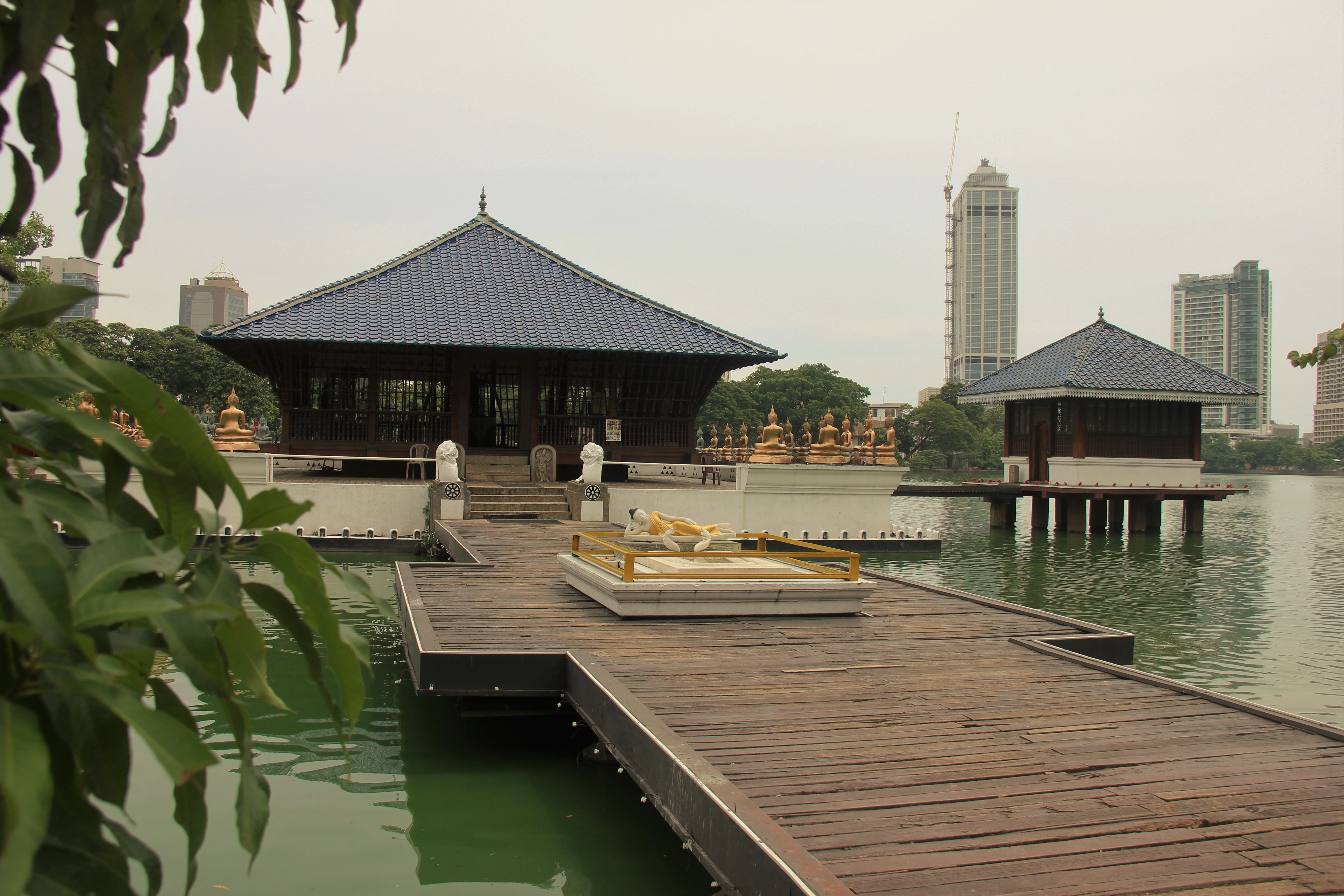
Khu vực chính và phía bắc
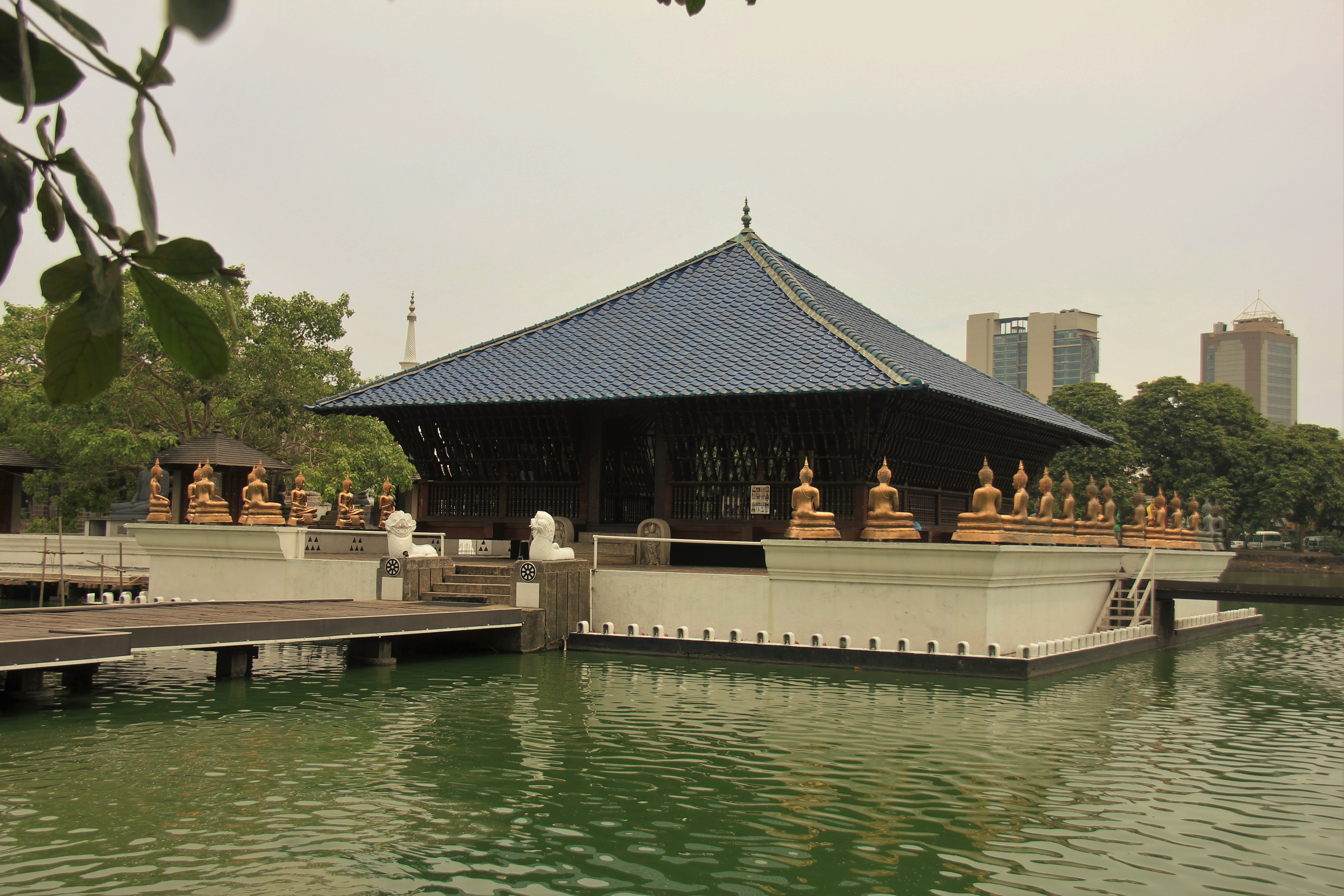
sảnh chính với cây Bồ Đề
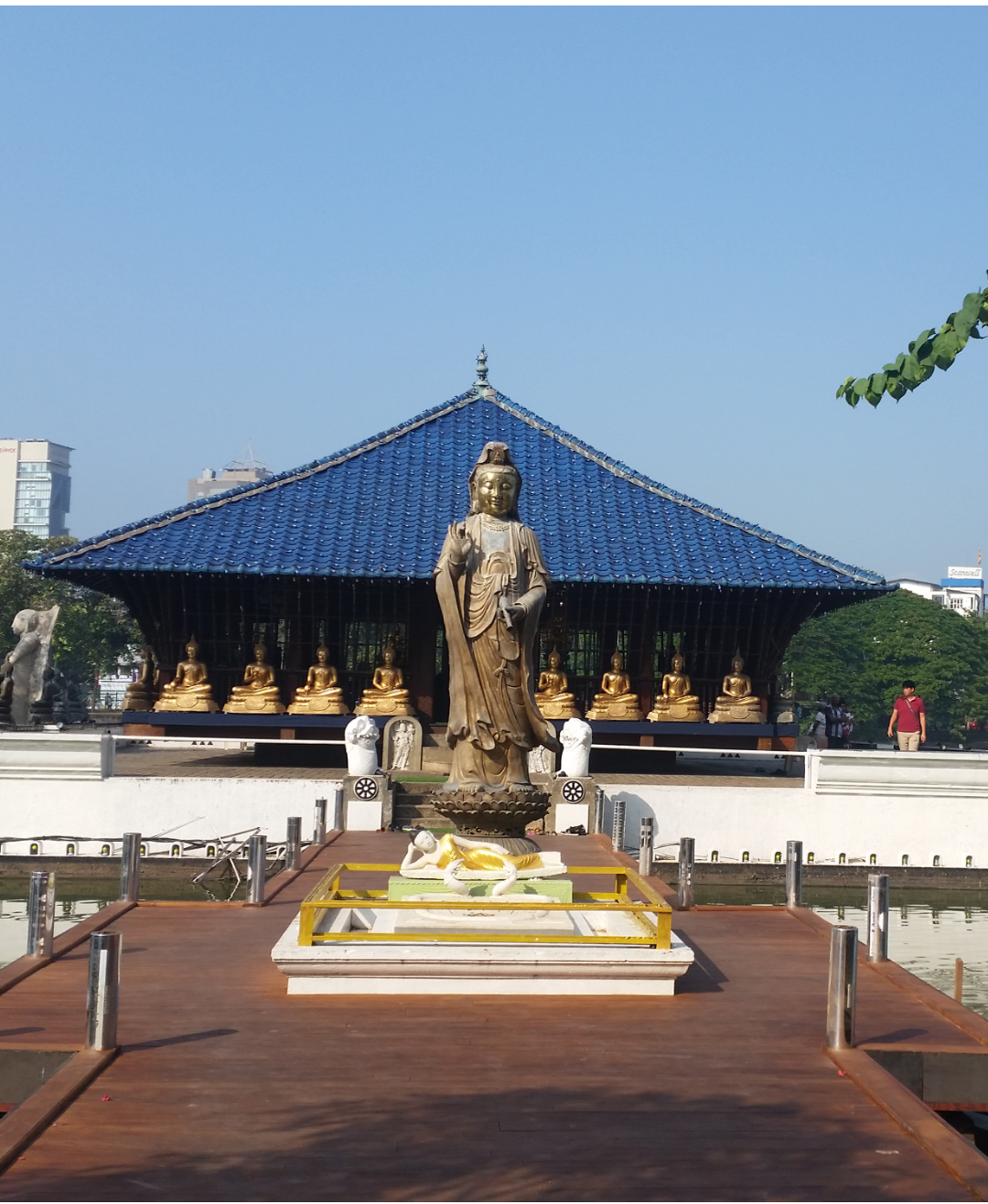
Quan Âm ở đền